# آن ماريت غودال
آن ماريت غودال (بالنرويجية البوكمول: Anne Marit Godal)‏ (ولدت في 20 نوفمبر 1972) هي موسوعية نرويجية.
درست العلوم السياسية في جامعة أوسلو وشغلت مناصب في حزب العمال (النرويج). من عام 2011 حتى 2016، كانت رئيس تحرير 'الموسوعة النرويجية العظمى ‏ [الموسوعة النرويجية الكبرى]، والموسوعة الطبية المرتبطة، وموسوعة السير الذاتية.
عندما تولت مهمة التحرير، كانت هذه الموسوعات معرضة لخطر نفاذ التمويل، لكنها تمكنت خلال توليها لمنصب رئيس التحرير من الحصول على تمويل جامعي لإبقائها لمدة طويلة.